# Festivali i Këngës 2008
La quarantasettesima edizione del Festivali i Këngës si è tenuta presso il palazzo dei Congressi di Tirana dal 19 al 21 dicembre 2008 e ha selezionato il rappresentante dell'Albania all'Eurovision Song Contest 2009.
La vincitrice è stata Kejsi Tola con Më merr në ëndërr.

## Organizzazione
I dettagli riguardanti l'evento sono stati divulgati da RTSH il 4 dicembre 2008, annunciando che l'evento si sarebbe articolato in tre serate ospitate, come in passato, dal palazzo dei Congressi di Tirana.
Le tre serate del festival sono state trasmesse su TVSH e sul canale kosovaro RTK 1 oltre che radiofonicamente su Radio Tirana 1, e sono state presentate da Elsa Lila, Julian Deda e Gentian Zenelaj.

### Format
Il festival si è articolato in tre serate: due semifinali (19 e 20 dicembre), nelle quali si sono esibiti i 20 partecipanti senza voto, e una finale (21 dicembre), nella quale i 20 artisti sono stati votati da una giuria composta da 7 membri, che ha assegnato ad ogni brano un punteggio da 1 a 20.

#### Giuria
La giuria è stata composta da:
- Eno Koço, direttore d'orchestra e musicologo;
- Gjergj Bojaxhi, politico e imprenditore;
- Florent Boshnjaku, compositore;
- Gentian Demaliaj, cantante;
- Nora Çashku, pianista;
- Myfarete Laze, cantante;
- Leonardo Leopoldi, produttore discografico.

## Partecipanti
La lista dei partecipanti in ordine alfabetico, annunciata dall'emittente il 4 dicembre 2008:
| Artista                       | Brano                        | Traduzione                             | Musica (m) e testo (t)                                  |
| ----------------------------- | ---------------------------- | -------------------------------------- | ------------------------------------------------------- |
| Adelina Thaci                 | Orët e fundit                | Le ultime ore                          | Alfred Kacinari (m & t)                                 |
| Agim Poshka                   | Fajtore për ngrohjen globale | Colpevole per il riscaldamento globale | Agim Poshka (m) e Olsen Maze (t)                        |
| Besa Kokëdhima                | Ajër                         | Aria                                   | Alban Male (m) e Olti Curri (t)                         |
| Burn                          | Jam i pari i jetës sime      | Sono il primo della mia vita           | Stivart Cela (m), Renis Gjoka (m) e Big Basta (t)       |
| Dorina Garuci                 | Dita një jetë                | Primo giorno di vita                   | Dorian Nini (m) e Pandi Laço (t)                        |
| Emi Bogdo                     | Kur buzët hënën e kafshojn   | Quando le labbra mordono la luna       | Emi Bogdo (m) e Klodian Qafoku (t)                      |
| Endri & Stefi Prifti          | Ti bëre faj                  | L'hai fatto per colpa tua              | Josif Minga (m) e Skender Rusi (t)                      |
| Era Rusi                      | Shpirt i humbur              | Anima perduta                          | Arsen Nasi (m), Bledar Skenderi (m) e Irma Libohova (t) |
| Erga Halilaj                  | Dikush mungon                | Manca qualcuno                         | Kristi Popa (m) e Florion Zyko (t)                      |
| Evis Mula                     | Unë jam dashuria             | Io sono amore                          | Luan Zhegu (m) e Agim Doçi (t)                          |
| Julian Lekocaj                | Nuk je ti                    | Non sei tu                             | Julian Lekocaj (m & t)                                  |
| Juliana Pasha & Luiz Ejlli    | Nje jetë                     | Una vita                               | Shpetim Saraçi (m) e Turian Hyskaj (t)                  |
| Kejsi Tola                    | Më merr në ëndërr            | Portami nei tuoi sogni                 | Edmond Zhulali (m) e June Muftaraj Taylor (t)           |
| Kujtim Prodani                | Nostalgji                    | Nostalgia                              | Kujtim Prodani (m) e Agim Doçi (t)                      |
| Marjeta Billo                 | Era e tokës                  | Il vento della terra                   | Adrian Hila (m) e Pandi Laço (t)                        |
| Rovena Dilo & Eugent Bushpepa | S'jam baladë                 | Non sono una ballata                   | Armend Rexhepagiqi e Sunrise, Sunrise (m & t)           |
| Shpat Kasapi                  | Aromë mediterane             | Aroma mediterraneo                     | Gent Myftarai (m) e Pandi Laço (t)                      |
| Soni Malaj                    | Zona zero                    | -                                      | Flori Mumajesi (m & t)                                  |
| Vedat Ademi                   | Po më prite ti               | Mi stai aspettando                     | Kledi Bahiti (m) Alban Male (t)                         |
| West Side Family              | Jehonë                       | Eco                                    | Dr. Flori (m & t)                                       |

## Semifinali
| #  | Artista                       | Brano                        |
| -- | ----------------------------- | ---------------------------- |
| 1  | Dorina Garuci                 | Dita një jetë                |
| 2  | Endri & Stefi Prifti          | Ti bëre faj                  |
| 3  | Evis Mula                     | Unë jam dashuria             |
| 4  | Juliana Pasha & Luiz Ejlli    | Nje jetë                     |
| 5  | West Side Family              | Jehonë                       |
| 6  | Shpat Kasapi                  | Aromë mediterane             |
| 7  | Kejsi Tola                    | Më merr në ëndërr            |
| 8  | Marjeta Billo                 | Era e tokës                  |
| 9  | Rovena Dilo & Eugent Bushpepa | S'jam baladë                 |
| 10 | Agim Poshka                   | Fajtore për ngrohjen globale |
| 11 | Julian Lekocaj                | Nuk je ti                    |
| 12 | Burn                          | Jam i pari i jetës sime      |
| 13 | Erga Halilaj                  | Dikush mungon                |
| 14 | Emi Bogdo                     | Kur buzët hënën e kafshojn   |
| 15 | Kujtim Prodani                | Nostalgji                    |
| 16 | Adelina Thaci                 | Orët e fundit                |
| 17 | Era Rusi                      | Shpirt i humbur              |
| 18 | Vedat Ademi                   | Po më prite ti               |
| 19 | Besa Kokëdhima                | Ajër                         |
| 20 | Soni Malaj                    | Zona zero                    |

| #  | Artista                                      | Brano                        |
| -- | -------------------------------------------- | ---------------------------- |
| 1  | Marjeta Billo & Olta Boka                    | Era e tokës                  |
| 2  | Besa Kokëdhima & Jacky Dachum                | Ajër                         |
| 3  | Shpat Kasapi & Adelina Tahiri                | Aromë mediterane             |
| 4  | Emi Bogdo & Xhoi                             | Kur buzët hënën e kafshojn   |
| 5  | Evis Mula & Erti Hizmo                       | Unë jam dashuria             |
| 6  | Era Rusi & Irma Libohova                     | Shpirt i humbur              |
| 7  | Rovena Dilo, Eugent Bushpepa & Jonida Maliqi | S'jam baladë                 |
| 8  | Endri, Stefi & Maria Prifti                  | Ti bëre faj                  |
| 9  | Juliana Pasha, Luiz Ejlli & Produkt 28       | Nje jetë                     |
| 10 | Erga Halilaj & Kristi Popa                   | Dikush mungon                |
| 11 | Kejsi Tola & Flaka Krelani                   | Më merr në ëndërr            |
| 12 | Kujtim Prodani & Jo Artid Fejzo              | Nostalgij                    |
| 13 | Dorina Garuci, Arber Arapi & Marsida Saraci  | Dita një jetë                |
| 14 | Burn & Aleksander Gjoka                      | Jam i pari i jetës sime      |
| 15 | Agim Poshka & Eranda Libohova                | Fajtore për ngrohjen globale |
| 16 | West Side Family & Aurela Gaçe               | Jehonë                       |
| 17 | Adelina Thaci & Teuta Kurti                  | Orët e fundit                |
| 18 | Vedat Ademi & Samanta Karavello              | Po më prite ti               |
| 19 | Julian Lekocaj & Kamela Islamaj              | Nuk je ti                    |
| 20 | Soni Malaj & Getoar Selimi                   | Zona zero                    |

## Finale
| #  | Artista                       | Brano                       | Punteggio | Posizione |
| -- | ----------------------------- | --------------------------- | --------- | --------- |
| 1  | West Side Family              | Jehonë                      | 118       | 3°        |
| 2  | Soni Malaj                    | Zona zero                   | 44        | 16°       |
| 3  | Juliana Pasha & Luiz Ejlli    | Një jetë                    | 119       | 2°        |
| 4  | Kujtim Prodani                | Nostalgij                   | 24        | 18°       |
| 5  | Emi Bogdo                     | Kur buzët hënën e kafshojn  | 43        | 17°       |
| 6  | Erga Halilaj                  | Dikush mungon               | 66        | 11°       |
| 7  | Marjeta Billo                 | Era e tokës                 | 106       | 5°        |
| 8  | Adelina Thaci                 | Orët e fundit               | 91        | 8°        |
| 9  | Rovena Dilo & Eugent Bushpepa | S'jam baladë                | 60        | 12°       |
| 10 | Dorina Garuci                 | Dita një jetë               | 92        | 7°        |
| 11 | Endri & Stefi Prifti          | Ti bëre faj                 | 91        | 8°        |
| 12 | Kejsi Tola                    | Më merr në ëndërr           | 126       | 1°        |
| 13 | Era Rusi                      | Shpirt i humbur             | 50        | 15°       |
| 14 | Julian Lekocaj                | Nuk je ti                   | 17        | 20°       |
| 15 | Shpat Kasapi                  | Aromë mediterane            | 22        | 19°       |
| 16 | Evis Mula                     | Unë jam dashuria            | 91        | 8°        |
| 17 | Burn                          | Jam i pari i jetës sime     | 96        | 6°        |
| 18 | Vedat Ademi                   | Po më prite ti              | 51        | 14°       |
| 19 | Agim Poshka                   | Fajtor për ngrohjen globale | 56        | 13°       |
| 20 | Besa Kokëdhima                | Ajër                        | 109       | 4°        |

## All'Eurovision Song Contest

### Verso l'evento
Dopo la vittoria è stato deciso di presentare la traduzione in inglese di Më merr në ëndërr, intitolata Carry Me in Your Dreams.
Per promuovere il proprio brano Kejsi Tola è stata invitata dall'emittente greca ANT1 oltre che dalla montenegrina RTCG e dalla macedone MRT. Inoltre ha preso parte, al fianco di altri 20 rappresentanti eurovisivi, all'edizione inaugurale dell'Eurovision in Concert di Amsterdam.
Il 16 marzo 2009 si è svolto l'incontro con i capi-delegazione delle nazioni partecipanti per determinare l'ordine di esibizione delle due semifinali. L'Albania è stata posta al 16º posto nella seconda semifinale, dopo la moldava Nelly Ciobanu e prima dell'ucraina Svitlana Loboda.

### Performance
La performance è stata diretta dal coreografo greco Julian Bullku, già noto per aver diretto la coreografia della connazionale Kalomira nell'edizione precedente.
Affiancata da tre ballerini e cinque coristi (Andi Kocaj, Ardi Kocaj, Dorina Toci, Era Rusi e Orgesa Zaimi), di cui solo due presenti sul palco, Kejsi ha indossato un vestito rosa chiaro con tutù. Uno dei ballerini, denominato faceless prince, era vestito d'azzurro e rappresentava il principe senza volto dei sogni della ragazza, mentre gli altri due, vestiti di nero, erano truccati da pagliacci.
L'Albania si è esibita 16ª nella seconda semifinale, classificandosi 7ª con 73 punti e qualificandosi per la finale dove, esibendosi 19ª, si è classificata 17ª con 48 punti.

### Voto

#### Punti assegnati all'Albania
| 12                                            | 10                      | 8         | 7          | 6                     |
| --------------------------------------------- | ----------------------- | --------- | ---------- | --------------------- |
|                                               | - Croazia - Grecia      |           | - Slovenia | - Danimarca - Polonia |
| 5                                             | 4                       | 3         | 2          | 1                     |
| - Azerbaigian - Francia - Moldavia - Norvegia | - Slovacchia - Ungheria | - Ucraina | - Russia   | - Paesi Bassi         |

| 12        | 10        | 8 | 7                                 | 6                  |
| --------- | --------- | - | --------------------------------- | ------------------ |
|           | - Turchia |   | - Grecia - Macedonia - Montenegro | - Svizzera         |
| 5         | 4         | 3 | 2                                 | 1                  |
| - Croazia |           |   | - Slovenia - Ungheria             | - Estonia - Svezia |

#### Punti assegnati dall'Albania
| Punti | Paese       |
| ----- | ----------- |
| 12    | Grecia      |
| 10    | Paesi Bassi |
| 8     | Norvegia    |
| 7     | Irlanda     |
| 6     | Polonia     |
| 5     | Danimarca   |
| 4     | Slovacchia  |
| 3     | Ungheria    |
| 2     | Slovenia    |
| 1     | Croazia     |

| Punti | Paese                |
| ----- | -------------------- |
| 12    | Grecia               |
| 10    | Turchia              |
| 8     | Regno Unito          |
| 7     | Norvegia             |
| 6     | Islanda              |
| 5     | Bosnia ed Erzegovina |
| 4     | Azerbaigian          |
| 3     | Germania             |
| 2     | Francia              |
| 1     | Svezia               |